# Distretto di Solom"janka
Il distretto di Solom"janka (in ucraino Солом'янський район?, in russo Соломенский район?) è uno dei 10 distretti amministrativi in cui è suddivisa la città di Kiev.

## Storia

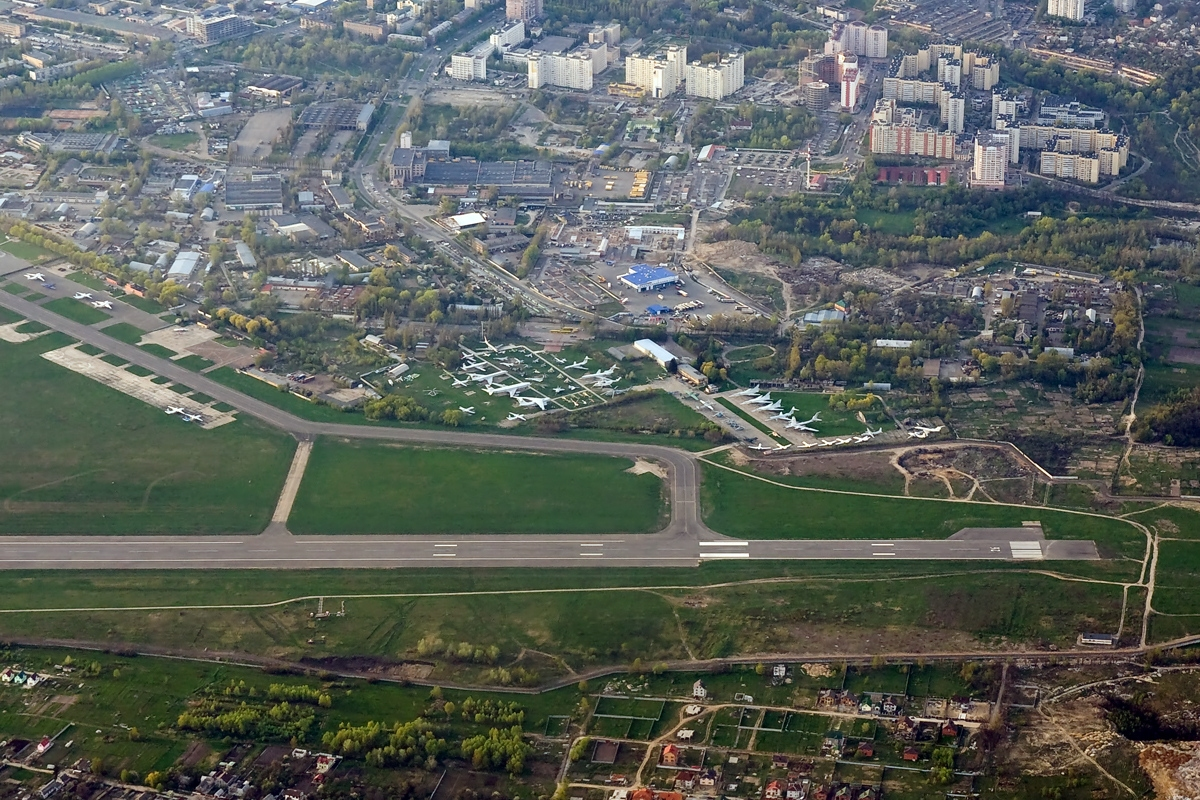
Aeroporto di Kiev-Žuljany

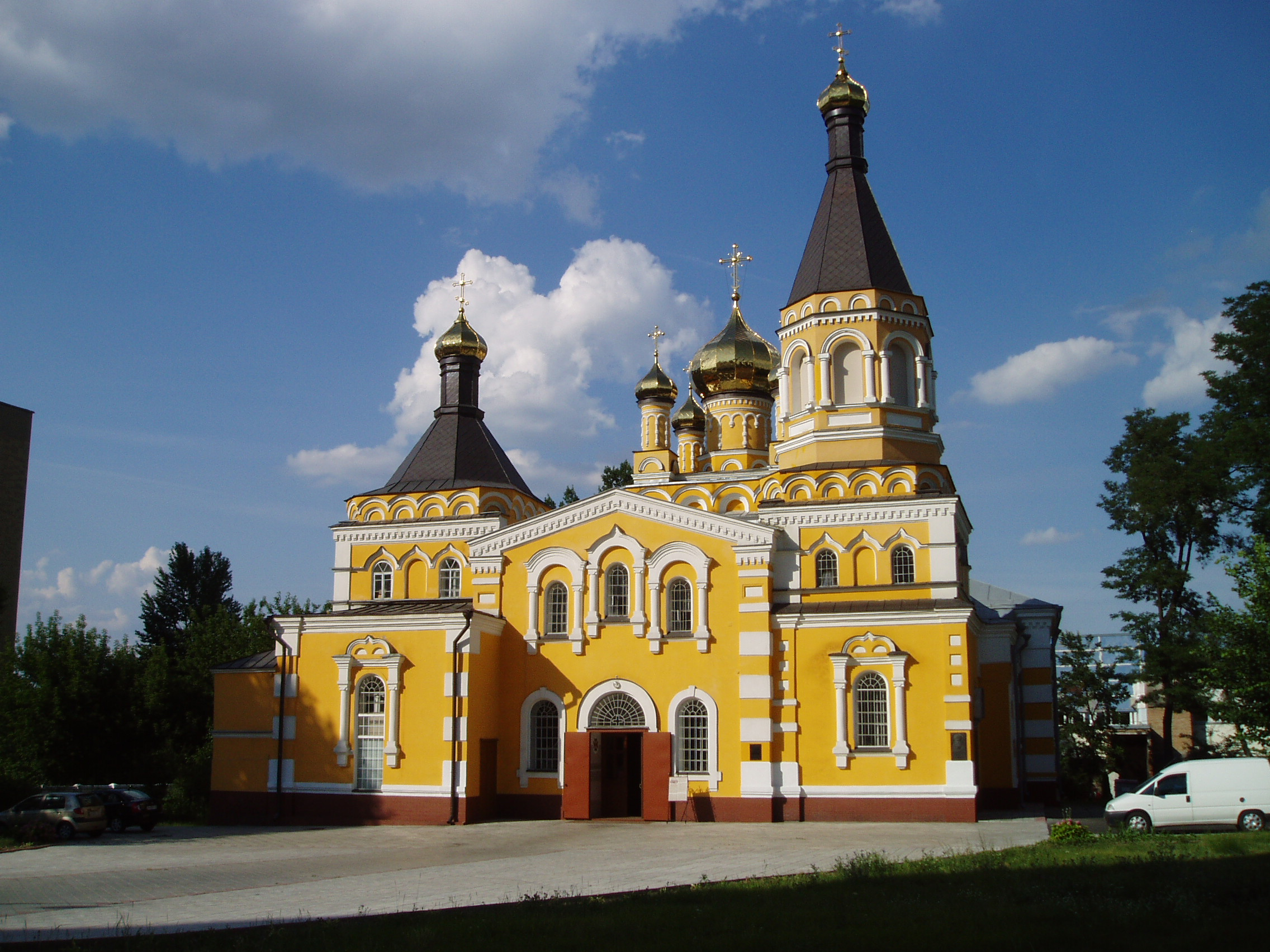
Chiesa dell'Intercessione

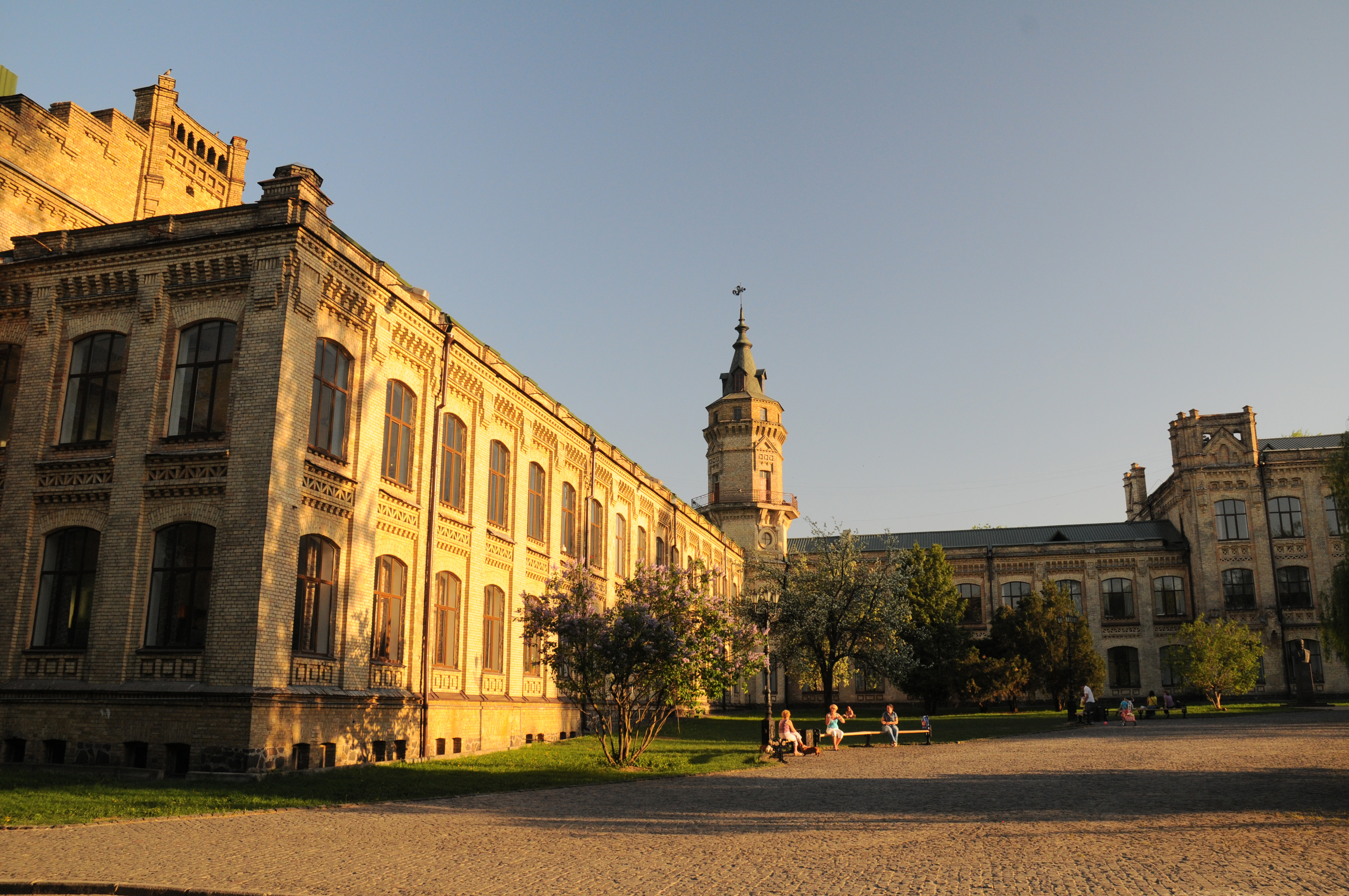
Sede dell'Università tecnica nazionale dell'Ucraina

Il monte di Batu Khan si trova nell'area del distretto, e prende il nome dal condottiero mongolo che invase Kiev nel 1240. Il territorio in seguito prese il nome dal villaggio che era divenuto parte integrante della città nel 1858, abitato all'inizio  dai lavoratori che lavoravano alla ferrovia e fu ufficialmente distretto nel 1921 poi riorganizzato nel 2001 diventando un'importante zona residenziale con edifici di grandi dimensioni.

## Descrizione
Il distretto di Solom"janka si trova nella parte centro occidentale di Kiev, alla destra del fiume Dnipro. Ha una superficie di 40,05 km² con 373641 residenti ed è il più densamente popolato dell'intera capitale. Nel distretto si trovano la stazione di Kiev, l'aeroporto di Kiev-Žuljany col vicino museo nazionale dell'aviazione ucraina, l'Università nazionale dell'Aviazione e l'Istituto Politecnico di Kiev.